# 脱脱蒙哥
脱脱蒙哥（Tuda Mengu，？—1287年），金帐汗国第六任可汗，拔都之孙、秃罕之子、忙哥帖木儿之弟。1280年，忙哥帖木儿去世，脱脱蒙哥即位，而那海逐渐控制了金帐汗国的政权。他是一位热诚的穆斯林（1283年信教）。在一定程度上，和元朝的忽必烈达成了和解。他於1284年出兵匈牙利。1287年，脱脱蒙哥将汗位传给侄子兀剌不花。 
| 前任： 忙哥帖木儿 | 金帐汗国君主 1280年—1287年 | 繼任： 兀剌不花 |